# John Yallop
John Yallop   (Luton, 24 d'octubre de 1949) és un remer anglès, ja retirat, que va competir durant la dècada de 1970.
Va estudiar a la Bedford Modern School. El 1973 guanyà el campionat britànic en el dos sense timoner junt a Lenny Robertson. El 1974 guanyà la medalla de plata en el vuit amb timoner al Campionat del Món de rem que es va disputar a Lucerna.
El 1976 va prendre part en els Jocs Olímpics d'Estiu de Montreal, on guanyà la medalla de plata en la prova del vuit amb timoner del programa de rem.